# قطرس لايسان
قطرس لايسان أو قطرس ليسان (الاسم العلمي: Phoebastria immutabilis) هو نوع من فصيلة قطرس.
طائر ليسان أو طائر لسان، هو طائر لا يطير، يعيش في جزيرة ليسان شمال غرب هاواي، هو من جنس طيور Laterallus. جاءت تسميته من اسم الجزيرة التي يعيش بها.

## وصف الطائر
الشكل الخارجي:-
للطائر خمسة ألوان وهم:-
1. اللون الرمادي الذي يتواجد في المناطق التالية: الوجه، الحلق، الصدر والحاجب .
2. اللون البني الذي يتواجد في المناطق التالية: الظهر، الأجنحة، أعلى الرأس والريش .
3. اللون الأبيض والأسود اللذان يتواجدان في: أسفل البطن وأسفل الذيل .
4. اللون الأخضر الذي يتواجد في المناطق التالية: الأقدام والمنقار .
5. اللون الأحمر الذي يتواجد في منطقة: العين .

## مميزات طائر اللسان
تمتلك هذه الطيور زوجًا من الأنابيب العظمية أعلى و داخل المنقار، والتي تفرز الملح، مما يساعد  هذه الطيور على شرب مياه البحر دون أن تصاب بالجفاف.

## التغذية
يتغذى طائر اللسان على المأكولات البحرية وشرب مياه المحيطات.

## خطر الانقراض
هنالك عدة أسباب تهدد حياة طيور اللسان وتجعله طائرا مهددا بالانقراض، فتناوله للبلاستيك المتواجد في البحيرات يؤدي إلى اختناقه وموته، بالإضافة إلى الاصطياد الجائز بالخيوط الطويلة وشبكات الصيد.
سبب آخر لتهديد هذا الطير هو الافتراس من قبل الكلاب والقطط.
جميع هذه التهديدات أدت إلى موت الكثير من طيور الليسان وانخفاض حاد في اعدادهم وبالتالي يجعله طائر مهدد بالانقراض. 

## السلوك
هو طير جيد في التحليق، فهو قادر على الطيران لمسافات كبيرة، وكلما زادت سرعة الرياح، زادت قدرته على الطيران. لكنه يجد صعوبة في الإقلاع.